# Синьял-Хоракасы
Синья́л-Хоракасы́ (чув. Çĕньял Хуракасси) — деревня в Моргаушском районе Чувашской Республики. Входит в состав Сятракасинского сельского поселения.

## География
Находится в северо-западной части Чувашии, на расстоянии приблизительно 5 км на юг по прямой от районного центра села Моргауши на правом берегу речки Кидярка.

## История
Известна с середины XIX века как околоток выселка Хоракасы. В 1858 году учтено было 129 жителей. В 1906 году отмечено 34 двора и 161 житель, в 1926 — 36 дворов и 196 жителей, в 1939—192 жителя, в 1979—182. В 2002 году было 50 дворов, в 2010 — 40 домохозяйств. В 1934 году был образован колхоз «Пионер», в 2010 действовал СПК "Племзавод «Свобода».

## Население
Постоянное население составляло 144 человека (чуваши 98 %) в 2002 году, 131 в 2010.